# هینوکیتیول
هینوکیتیول (به انگلیسی: Hinokitiol) یک ترکیب شیمیایی با شناسه پاب‌کم ۳۶۱۱ است. شکل ظاهری این ترکیب، بلورهای زرد کمرنگ تا بی‌رنگ است.
هینوکیتیول (به انگلیسی: (Hinokitiol (B-thujaplicin) یک مونوترپنوید (monoterpenoid) طبیعی است که در چوب درختان خانواده تیره سَرویان (Cupressaceae) یافت می‌شود. این ماده مشتق تروپولون (Tropolone) و یکی از انواع thujaplicin می‌باشد. Hinokitiol به دلیل داشتن خواص ضد ویروسی، ضد میکروبی و ضد التهابی در محصولات بهداشت و درمان دهان به‌طور گسترده‌ای مورد استفاده قرار می‌گیرد. هینوکیتیول یک یون‌بَر (Iophore) زینک و آهن است، به علاوه این ماده به عنوان یک افزودنی غذایی تأیید شده‌است.
ریشه نام هینوکیتیول بر می‌گردد به سال ۱۹۳۶ که این ماده ازهینوکی تایوانی (Taiwan Hinoki)جدا شده‌است. و در حالی که تقریباً در چوب هونوکی ژاپنی وجود ندارد. هینوکیتیول در غلظت بالا (در حدود ۰٫۰۴٪ درصد از توده مغز درخت) در درخت سدر Juniperus، در چوب سدر Hiba (Thujopsis dolabrata)و در سدر قرمز غربی (Thuja plicata) وجود دارد. به راحتی با حلال و اولتراسونیک می‌توان آن را از چوب سدر استخراج کرد.
هینوکیتیول از نظر ساختاری با تروپولون مرتبط است، که فاقد جایگزین ایزوپروپیل است. تروپولون‌ها عوامل کی‌لیت شناخته شده‌ای هستند.

## خاصیت ضد میکروبی
به‌طور خاص نشان داده شده‌است که هینوکیتیول در برابر استرپتوکوک موتانس (Streptococcus mutans)، استرپتوکوک پنومونیه (Streptococcus pneumoniae) و استافیلوکوکوس اورئوس (Staphylococcus Aureus) که عوامل بیماریزای شایع در انسان می‌باشند مؤثر است.
علاوه بر این نشان داده شده‌است که هینوکیتیول دارای اثر مهاری بر روی کلامیدیا تراکوماتیس (Chlamydia trachomatis) دارد و این امکان وجود دارد که از نظر بالینی به عنوان داروی موضعی مفید باشد.

## خاصیت ضد ویروسی
مطالعات جدیدتر همچنین نشان داده‌اند که در صورت استفاده ترکیب هینوکیتیول با زینک، این ماده می‌تواند خاصیت ضد ویروسی در برابر چندین ویروس انسانی از جمله راینوویروس (Rhinovirus)، کوکساکی ویروس (Coxsackievirus) و منگو ویروس (Mengovirus)، را داشته باشد. درمان عفونت‌های ویروسی منافع اقتصادی عظیمی را فراهم می‌کند و باید برای نهادهای جهانی مانند سازمان بهداشت جهانی از اهمیت ویژه ای برخوردار باشد. با اختلال در پردازش پلی پروتئین ویروس، هینوکیتیول همانند سازی ویروس را مهار می‌کند. با این حال این قابلیت به وجود یون‌های فلزی دو ظرفیتی بستگی دارد، زیرا هینوکیتیول یک واسطه است.وجود عنصر زینک در ترکیب با هینوکیتیول از این قابلیت‌ها فراهم می‌کند. این خواص در زیر مورد بحث قرار می‌گیرند.

## خواص دیگر
در تعدادی از مطالعات بر روی سلول‌های آزمایشگاهی و مطالعات آزمایشگاهی بر روی حیوانات مشخص شده‌است که علاوه بر طیف گسترده فعالیت ضد میکروبی، هینوکیتیول همچنین خاصیت ضد التهابی و ضد توموری نیزدارد. هینوکیتیول مارکرها و مسیرهای التهابی کلیدی مانند TNF-a و NF-kB را مهار می‌کند، و پتانسیل این ماده برای درمان التهاب مزمن یا بیماریهای خود ایمنی در حال بررسی است. کشف شده‌است که با استفاده از فرایندهای اتوفاژی، هینوکیتیول می‌تواند باعث نابودی چندین رده ازسلول‌های سرطانی متعلق به سرطانهای شایع شود.

## تحقیقات کوروناویروس
اثرات ضد ویروسی بالقوه هینوکیتیول از عملکرد آن به عنوان یونوفور عنصر زینک ناشی می‌شود. هینوکیتیول ورود میزان زیادی از یون‌های زینک را به سلول‌ها امکان‌پذیر می‌کند، که باعث مهار سیستم تکثیر ویروس‌های RNA می‌شود) به‌طور مثال ویروس آنفلوانزا انسانی و سارس (و متعاقباً از تکثیر ویروس جلوگیری می‌کند.یونهای زینک توانستند به‌طور قابل توجهی تکثیر ویروسی را درون سلولها مهار کنند و ثابت شده‌است که این عمل وابسته به ورود مقدار زیاد عنصر زینک است. این مطالعه بر زینک یونوفور پیریتیون (zinc ionophore pyrithione)، که بسیار شبیه به هینوکیتیول است، انجام شده‌است.در کشت‌های سلولی، هینوکیتیول مانع از تکثیر ویروس راینوویروس انسانی، کوکساکی ویروس و منگووویروس می‌شود. هینوکیتیول با مراحل ساخت پلی پروتیین‌های ویروسی تداخل می‌کند، بنابراین تکثیر پیکورناویروس را مهار می‌کند. هینوکیتیول با ایجاد اختلال در روند ساخت پلی پروتیین ویروسی مانع تکثیر پیکورناویروسها می‌شود فعالیت ضد ویروسی هینوکیتیول بستگی به در دسترس بودن یونهای زینک دارد.

## یونوفور آهن
نشان داده شده‌است که هینوکیتیول تولید هموگلوبین در جوندگان را احیا می‌کند. هینوکیتیول به عنوان یک یونوفور آهن باعث انتقال آهن به داخل سلول‌ها می‌شود، در نتیجه باعث افزایش سطح آهن داخل سلولی می‌شود. تقریباً ۷۰٪ آهن موجود در انسان در سلولهای قرمز خون و به‌طور خاص در پروتئین هموگلوبین وجود دارند. آهن تقریباً برای همه موجودات زنده بسیار مهم است، و این عنصر حیاتی دارای چندین عملکرد ساختاری مانند سیستم انتقال اکسیژن ، سنتز اسید دئوکسی ریبونوکلئیک اسید (DNA) و انتقال الکترون می‌باشد؛ و کمبود آهن می‌تواند منجر به اختلالات خونی مانند کم خونی شود که می‌تواند بر عملکرد جسمی و ذهنی به شدت آسیب برساند.

## هم‌افزایی یا سینرژی با زینک
هینوکیتیول یک یونوفور زینک است و اعتقاد بر این است که این قابلیت باعث جلوگیری از تکثیر ویروس می‌شود. به‌طور خلاصه به عنوان یک یونوفور زینک، هینوکیتیول در انتقال مولکولها به داخل سلول از طریق غشای پلاسما یا غشای داخل سلولی کمک می‌کند، بدین گونه باعث افزایش غلظت داخل سلولی مولکول خاص (به‌طور مثال زینک) می‌شود. از این رو با بهره‌گیری از خواص ضد ویروسی زینک، در ترکیب با هینوکیتیول، جذب زینک می‌تواند تسریع شود.

## تحقیق بر روی سرطان
در کشت‌های سلولی و مطالعات حیوانی، نشان داده شده‌است که هینوکیتیول مانع متاستاز و تکثیر سلولهای سرطانی می‌شود.

## کمبود زینک
کمبود زینک در برخی از سلولهای سرطانی نشان داده شده‌است و بازگشت بهینه زینک به داخل سلول می‌تواند منجر به سرکوب رشد تومور شود. هینوکیتیول یک یونوفور زینک ثابت شده‌است، با این وجود تحقیقات بیشتری لازم است تا غلظت‌های مؤثر برای روش‌های انتقال هینوکیتیول و زینک تعیین گردد.
· "تأثیر زینک در رژیم غذایی بر رشد ملانوما و متاستاز آزمایشی…"
· "کمبود زینک دررژیم غذایی با تحریک یک اثر التهابی واضح، باعث توسعه سرطان مری می‌شود …"
· "ارتباط بین سطح سرم زینک و سرطان ریه: متاآنالیز مطالعات مشاهده ای …"
· "پیشرفت تحقیق در مورد رابطه بین کمبود زینک، میکرو RNAها و کارسینومای مری …"

## محصولات حاوی هینوکیتیول
هینوکیتیول به‌طور گسترده‌ای در طیف وسیعی از کالاهای بهداشتی از جمله: لوازم آرایشی، خمیردندان، اسپری‌های دهان، ضدآفتاب و رشد مو مورد استفاده قرار می‌گیرد. یکی از مارک‌های پیشرو در فروش محصولات بهداشتی هینوکیتیول، Hinoki Clinical می‌باشد. Hinoki Clinical (تقریباً در سال ۱۹۵۶) اندکی پس از آغاز کار اولین استخراج صنعتی هینوکیتیول در سال ۱۹۵۵ تأسیس شد. Hinoki در حال حاضر دارای بیش از ۱۸ محصول مختلف با هینوکیتیول به عنوان یک ماده تشکیل دهنده می‌باشد. مارک دیگری به نام "Relief Life"با فروش خمیردندان " Dental Series" حاوی هینوکیتیول بیش از یک میلیون فروش داشته‌است.سایر تولیدکنندگان قابل توجه محصولات مبتنی بر هینوکیتیول عبارتند از: Otsuka Pharmaceuticals , Kobayashi Pharmaceuticals , Taisho Pharmaceuticals , SS Pharmaceuticals. علاوه بر آسیا، شرکت‌هایی مانند ®Swanson Vitamins در حال شروع استفاده از هینوکیتیول در محصولات بهداشتی به عنوان یک محلول پوستی ضد اکسیدان هستند و همچنین هینوکیتیول برای اهداف دیگر در بازارهای مانند ایالات متحدهو استرالیا وجود دارد. در سال ۲۰۰۶، هینوکیتیول در فهرست مواد داخلی کانادا (Domestic Substances List) به عنوان ماده قابل تجزیه، غیر محرک و غیر سمی برای جانداران آبزی طبقه‌بندی شده‌است. کارگروه محیط زیست (EWG)، یک گروه فعال آمریکایی، صفحه ای را به ماده هینوکیتیول اختصاص داده‌است که نشان می‌دهد این ماده در حوزه «آلرژی و ایمونوتوکسیسیتی»، «سرطان» و «سمیت برای رشد و تولید مثل» در قسمت مواد کم خطر قرار می‌گیرد و امتیاز ۱–۲ به هینوکیتیول داده شده‌است.

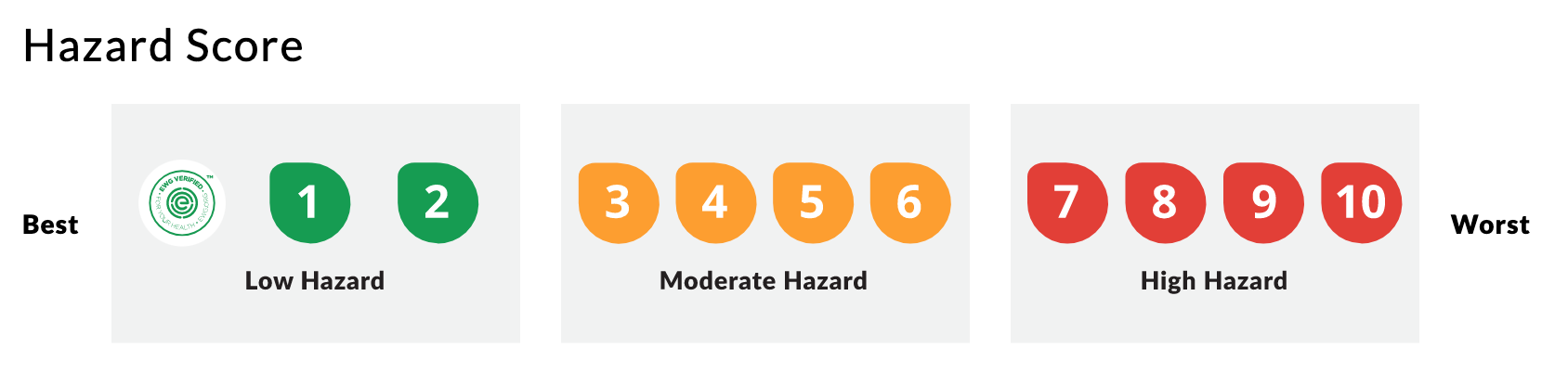

## Dr ZinX
در۲ آوریل ۲۰۲۰، یک شرکت استرالیایی به نام Advance Nanotek، که زینک اکساید تولید می‌کند، همراه با شرکت AstiVita Limited، برای یک ترکیب ضد ویروسی حاوی هینوکیتیول (به عنوان یک جزء اساسی) به منظورساخت محصولات مختلفی برای مراقبت از دهان درخواست ثبت اختراع مشترک ارائه دادند. نام تجاری که اکنون این اختراع جدید را شامل می‌شود، Dr ZinX نام دارد و احتمالاً ترکیب Zinc + Hinokitiol را در سال ۲۰۲۰ در دسترس قرار خواهد داد.در ۱۸ ماه می ۲۰۲۰ دکتر ZinX نتایج آزمون را برای " آزمون تعلیق کمی (Quantitative suspension test) برای ارزیابی فعالیت ویروسی در حوزه پزشکی " منتشر کرد.این تحقیق نشان می‌دهد ماده خالص می‌تواند در ۵ دقیقه باعث یک کاهش log 3.25 (کاهش 99.9%) COVID-19 (Feline coronavirus به عنوان ویروس جایگزین در تحقیق استفاده شده) شود.[ms1] زینک یک عنصر ضروری در رژیم غذایی و عنصر کمیاب در بدن است. در سطح جهانی تخمین زده می‌شود که ۱۷٫۳٪ از انسان‌ها به مقدار کافی زینک دریافت نمی‌کنند.

## آینده ای نویدبخش
در اوایل دهه ۲۰۰۰، محققان دریافته اند که هینوکیتیول می‌تواند از نظر دارویی دارای خاصیت مهمی باشد، به ویژه برای مهار باکتری Chlamydia trachomatis. شیمیدان Martin Burke و همکارانش در دانشگاه Illinois در Urbana-Champaign و همچنین در سایر موسسات، استفاده پزشکی قابل توجهی برای هینوکیتیول کشف کردند. هدف Burke غلبه بر انتقال نامنظم آهن در حیوانات بود. کمبود چندین پروتئین مختلف می‌تواند منجر به کمبود آهن در سلول‌ها (کم خونی) یا اثر معکوس آن، هموکروماتوز شود. محققان با استفاده از کشت‌های مخمر (gene-depleted yeast)، به منظور نشان دادن انتقال آهن و متعاقباً رشد سلولها، مجموعه ای از مولکولهای کوچک زیستی را مورد بررسی قرار دادند و هینوکیتیول را به عنوان یکی ازعوامل ترمیم سلول گزارش کردند. مطالعات بیشتر توسط این تیم مکانیسمی را تأیید کرد که با استفاده از هینوکیتیول، آهن سلول را احیا یا کاهش می‌دهد. آنها سپس مطالعه خود را برروی پستانداران انجام دادند و دریافتند هنگامیکه جوندگان مهندسی شده که فاقد پروتئین آهن باشند، با هینوکیتیول تغذیه شوند، جذب آهن را در سیستم گوارشی بازیابی می‌شود. در یک مطالعه مشابه بر روی گورخرماهی، این مولکول تولید هموگلوبین را احیا کرد. Burke و همکاران به هینوکیتیول لقب «مولکول مردآهنین» دادند. این جالب است زیرا اسم کوچک (Nozoe)، کاشف هینوکیتیول، را می‌توان به انگلیسی «مرد آهنین» ترجمه کرد.
با توجه به افزایش تقاضا برای محصولات بهداشتی دهان مبتنی بر هینوکیتیول، تحقیقات قابل توجهی نیز در مورد کاربردهای هینوکیتیول در زمینه بهداشت دهان انجام شده‌است. یکی از این تحقیقات با همکاری ۸ مؤسسه مختلف در ژاپن با عنوان «فعالیت ضد باکتری هینوکیتیول در برابر باکتری‌های شایع بیماری زای مقاوم به آنتی بیوتیک و حساس به آنتی بیوتیک در حفره دهان و مجاری تنفسی فوقانی» به این نتیجه رسیدند که «هینوکیتیول فعالیت ضد باکتریایی را در برابر طیف گسترده‌ای از باکتری‌های بیماری زا را نشان می‌دهد و سمیت (cytotoxicity) اندکی برای سلولهای اپیتلیال انسان دارد.»